# Astana Opera
L'Astana Opera (in kazako: Астана Oпера) è un teatro dell'opera situato a Nur-Sultan, in Kazakistan, voluto dal presidente Nursultan Nazarbaev.
La costruzione, affidata al gruppo Mabetex, è iniziata il 6 luglio 2010. Costruito su un sito di 9 ettari, è stato aperto nel 2013; per la sua realizzazione sono stati spesi 300 milioni di dollari. L'acustica del teatro, considerata tra migliori al mondo,  è stata progettata Maria Cairoli ed Enrico Moretti, mentre il progetto architettonico porta la firma di Abdr Architetti Associati (Maria Laura Arlotti, Michele Beccu, Paolo Desideri, Filippo Raimondo).